# Itame exauspicata
Itame exauspicata är en fjärilsart som beskrevs av Walker 1861. Itame exauspicata ingår i släktet Itame och familjen mätare. Inga underarter finns listade i Catalogue of Life.